# Anna Maria Iglesia
Anna María Iglesia Pagnotta (Granada, 1986) es una periodista cultural, ensayista y traductora española.

## Biografía
Licenciada en Filología italiana y en Teoría de la literatura y Literatura comparada por la Universidad de Barcelona, se doctoró en la misma con la tesis «La narrativa del espacio urbano y de sus prácticas. El París del XIX y la flânerie».
Como periodista cultural, colabora con distintos medios –The Objective, El Confidencial, Nueva Revista, Mercurio, La esfera de Papel–, escribiendo principalmente sobre literatura y el mundo editorial. Es redactora jefe de la revista literaria Librújula, donde se encarga tanto de la edición bimensual en papel como de la edición digital. Entre sus trabajos se encuentra la traducción de Palabra de Lorca al francés e italiano. Como autora su primer libro ha sido La revolución de las flâneuses (Wunderkammer, 2019), un ensayo nacido de la temática de su tesis en el que la mujer ocupa el espacio público del siglo XIX como la figura literaria del caballero paseante, flâneur, en la Francia de la misma época.